# Estadio Agustín Tovar
Het Estadio Agustín Tovar (ook bekend als Estadio La Carolina) is een multifunctioneel stadion in Barinas, een stad in Venezuela. Het stadion wordt vooral gebruikt voor voetbalwedstrijden, de voetbalclub Zamora Fútbol Club maakt gebruik van dit stadion. In het stadion is plaats voor 29.800 toeschouwers.

## Historie
Het stadion werd geopend in 2007. Daarna kon het stadion gebruikt worden voor de Copa América 2007. Op dit toernooi werd 1 wedstrijd gespeeld in de groepsfase.
| № | Datum       | Wedstrijd                   | Uitslag | Toernooi                       | Toeschouwers |
| - | ----------- | --------------------------- | ------- | ------------------------------ | ------------ |
| 1 | 2 juli 2007 | Verenigde Staten – Paraguay | 1 – 3   | Copa América 2007 – groepsfase | 23.000       |